# Alan Watt (Diplomat)
Sir Alan Stewart Watt CBE (* 13. April 1901 in Croydon, Sydney; † 18. September 1988 in Aranda, Canberra) war ein australischer Diplomat und Tennisspieler.

## Leben
Alan Watt war das neunte von zehn Kindern des schottischstämmigen Unternehmers George Watt und von dessen Frau Susan, die aus Südafrika stammt. 1921 erhielt er ein Rhodes-Stipendium und nahm ein Studium der Philosophie, Politikwissenschaft und der Wirtschaftswissenschaft am Oriel College in Oxford auf.
Von 1922 bis 1924 spielte Watt Tennis für die Universitätsmannschaft, 1924 war er deren Kapitän. Im selben Jahr nahm er an den Wimbledon Championships teil und erreichte das Achtelfinale.
Zwar kehrte Alan Watt nach Australien zurück, kehrte aber im darauffolgenden Jahr zurück, um seine Frau Mildred zu heiraten. Von 1928 bis 1932 arbeitete er als Ausbilder für die Arbeiter von British Tobacco in Australien. Anschließend wurde er Mitarbeiter eines Richters am New South Wales Supreme Court zu werden und 1932 als Anwalt zugelassen. Im Dezember 1936 wurde er Mitarbeiter des australischen Außenministeriums. Dabei stach er durch seine „eigensinnige [schottische] Integrität“ hervor.
Von 1940 bis 1945 war Watt Legationsrat in Washington, ab 1947 Gesandter und von 1949 bis 1950 Botschafter in Moskau. Er war Botschafter in Singapur 1954, Japan (1956 bis 1959) und Deutschland (1960 bis 1962). Er veröffentlichte mehrere Bücher und Artikel im Ruhestand, darunter auch seine Memoiren.

## Werke
- The changing margins of Australian foreign policy, 1964, Australian Institute of International Affairs
- Australian defence policy 1951-63: major international aspects, 1964, Dept. of International Relations, Research School of Pacific Studies, Institute of Advanced Studies, Australian National University
- Vietnam, an Australian analysis, 1968, Cheshire for the Australian Institute of International Affairs
- Australian Diplomat - Memoirs of Sir Alan Watt, 1972, Verlag Angus and Robertson. ISBN 0-207-12354-3